# Nação Zumbi
Nação Zumbi, aussi connu sous le nom de Chico Science e Nação Zumbi, est un groupe de rock brésilien, originaire de Recife, dans l'État de Pernambuco. Formé au début des années 1990, le groupe croise le punk rock et le hard rock avec des rythmes régionaux typiques du nord-est du pays. 
Le nom du groupe rend hommage à Zumbi dos Palmares, l'un des chefs de guerre les plus importants du royaume autonome des Palmares, un Quilombo fondé au XVIIe siècle par des esclaves insurgés dans le nord-est du Brésil.

## Biographie
Le groupe est formé de la fusion de deux groupes précédents : Loustal, un groupe de punk rock originaire de Recife, et le Bloco Lamento Negro, de Peixinhos, dans la banlieue de Olinda, une ville voisine, en 1991. Le nouveau groupe commence à faire des petits concerts sous le nom de Chico Science e Nação Zumbi, en raison du nom de son chanteur. Le groupe est considéré le fondateur du mouvement Mangue beat, qui signifie le rythme du Mangue (Mangue = Marécage, une partie de l’écosystème de Recife). L'expression était une déformation du nom d'origine: Mangue Bit, qui associait le Mangue à l'unité de mesure en informatique, le bit. Le nom Mangue Beat démontrait la mixité culturelle de la région, en faisant se rencontrer les traditions séculaires et la technologie moderne. 
En 1993, pendant une tournée dans les états du sud du Brésil, le groupe a attiré l'attention de la presse musicale avec son mélange de rock et de maracatu. Ainsi ils ont été signés par le label sony/Chaos, et ensuite ont enregistré leur premier album à Rio de Janeiro. Dans les années suivantes le groupe obtient une grande reconnaissance au Brésil, en Europe et aux États-Unis, où le groupe joue dans le célèbre club punk CBGB, à New York. Gilberto Gil a déclaré  alors que le groupe était « le plus important à surgir au Brésil dans les derniers 20 ans. »
Cependant, Chico Science connait une fin prématurée dans un accident de route pendant le Carnaval de 1997, à Recife, quand le chanteur comptait à peine 30 ans. Après, le groupe a continué sous le nom Nação Zumbi et Jorge du Peixe occupe le poste de chanteur. Dans les années suivantes au décès de Chico Science le groupe s'est consolidé comme l'un des plus importants de la scène alternative du rock brésilien, avec 7 albums déjà lancés,.

## Membres
- Jorge Du Peixe - voix, sampling, percussions
- Lúcio Maia - Guitare, chœurs
- Alexandre Dengue - basse, chœurs
- Pupillo - batterie, percussions
- Gilmar Bola 8 - percussions, chant
- Toca Ogan - percussions, chant
- Gustavo Da Lua - percussions
- Ramon Lira - percussions
- Chico Science - chant (ex-membre, mort le 2 février 1997)

## Discographie

### Albums studio
- 1994 : Da Lama ao Caos[11],[12] (sous Chico Science e Nação Zumbi)
- 1996 : Afrociberdelia (sous Chico Science e Nação Zumbi)[11]
- 1998 : CSNZ[11]
- 2000 : Rádio S.Amb.A.[13]
- 2002 : Nação Zumbi[11]
- 2005 : Futura[14]
- 2007 : Fome de Tudo[15],[16],[17]

### Albums live
- 2006 : Propagando ao vivo
- 2012 : Ao vivo no Recife

### Singles
| Année | Single                         | Album           |
| ----- | ------------------------------ | --------------- |
| 1994  | Da lama ao caos                | Da lama ao caos |
| 1994  | A Cidade                       | Da lama ao caos |
| 1994  | "A Praiera"                    | Da lama ao caos |
| 1994  | Samba Makossa                  | Da lama ao caos |
| 1996  | Manguetown                     | Afrociberdelia  |
| 1996  | Maracatu atômico               | Afrociberdelia  |
| 1998  | Malungo                        | CSNZ            |
| 1998  | CSNZ - Noite (Promo single)    | CSNZ            |
| 2000  | Quando a maré Encher           | Radio S.Amb.A   |
| 2002  | Blunt of Judah                 | Nação Zumbi     |
| 2002  | Meu Maracatu pesa Uma Tonelada | Nação Zumbi     |
| 2005  | Hoje, Amanhã e Depois          | Futura          |
| 2007  | Bossa Nostra                   | Fome de Tudo    |